# 平塚奈々
平塚 奈々（ひらづか なな、1966年3月15日 - ）は、東京都出身の女優。

## 人物・来歴
- 一時、芸名を 平塚なな美 で活動していた。

- モントレーハイスクール卒業。

- 1980年代から2000年代前半にかけてテレビドラマを中心に活躍した。

- かつては、イイジマルーム → 大島圭子オフィス → エヌ・エー・シーに所属していた。

- 現在は、芸能活動を休止している。

## 出演

### テレビドラマ
- 花へんろ 風の昭和日記(1)（1985年4月13日〜5月25日）
- 女流作詞家殺人事件・ヒット曲を盗んだ女（1986年2月22日・土曜ワイド劇場）
- お父さんは心配症（1994年4月12日〜5月17日）
- 先生はワガママ（1994年7月5日〜8月30日）
- 考古学者シリーズ(18)・女教師殺し（1995年4月29日・土曜ワイド劇場）
- ダブルマザー（1995年7月11日〜9月29日）
- 魚心あれば嫁心（1998年1月7日〜3月18日）
- はるちゃん(3)（1999年4月5日〜7月2日）
- 花の京都 美人姉妹の推理(3)　京都・茶道家元連続殺人（1999年4月17日・土曜ワイド劇場）
- 警視庁女性捜査班(4)・同居人は夫殺しの女!（2003年10月25日・土曜ワイド劇場）

### 舞台
- 修羅の旅して
- 中村さんちのチエコ抄